# Reißeck (Gemeinde)
Reißeck ist eine Gemeinde mit 2078 Einwohnern (Stand 1. Jänner 2024) im Bezirk Spittal an der Drau in Kärnten. Namensgebend für die erst 1973 gebildete Gemeinde mit dem Hauptort Kolbnitz ist die höchste Erhebung im Gemeindegebiet, das Reißeck (2965 m).

## Geographie

### Geographische Lage
Die Gemeinde liegt im unteren Mölltal und wird von der Reißeckgruppe im Norden und der Kreuzeckgruppe im Süden begrenzt. Dominierende geographische Merkmale sind die Möll, die Tauernbahn, die Mölltal Straße, der Danielsberg und der Stausee Rottau.

### Gemeindegliederung
Die Gemeinde ist in vier Katastralgemeinden gegliedert, die folgende 17 Ortschaften umfassen (in Klammern Einwohnerzahl Stand 1. Jänner 2024):
| Gemeindeteil Kolbnitz | Gemeindeteil Kolbnitz | Gemeindeteil Penk | Gemeindeteil Teuchl |
| --------------------- | --------------------- | ----------------- | ------------------- |
| KG Kolbnitz           | KG Zandlach           | KG Penk           | KG Teuchl           |
| Unterkolbnitz (358)   | Zandlach (237)        | Penk (272)        | Teuchl (76)         |
| Oberkolbnitz[2] (325) | Oberkolbnitz[2] (325) | Napplach (232)    |                     |
| Tratten (40)          | Polan (98)            | Gappen (113)      |                     |
|                       | Preisdorf (82)        | Zwenberg (48)     |                     |
|                       | Sandbichl (55)        | Litzldorf (54)    |                     |
|                       | Mitterberg (48)       | Moos (5)          |                     |
|                       | Hattelberg (17)       |                   |                     |
|                       | Rottau (18)           |                   |                     |

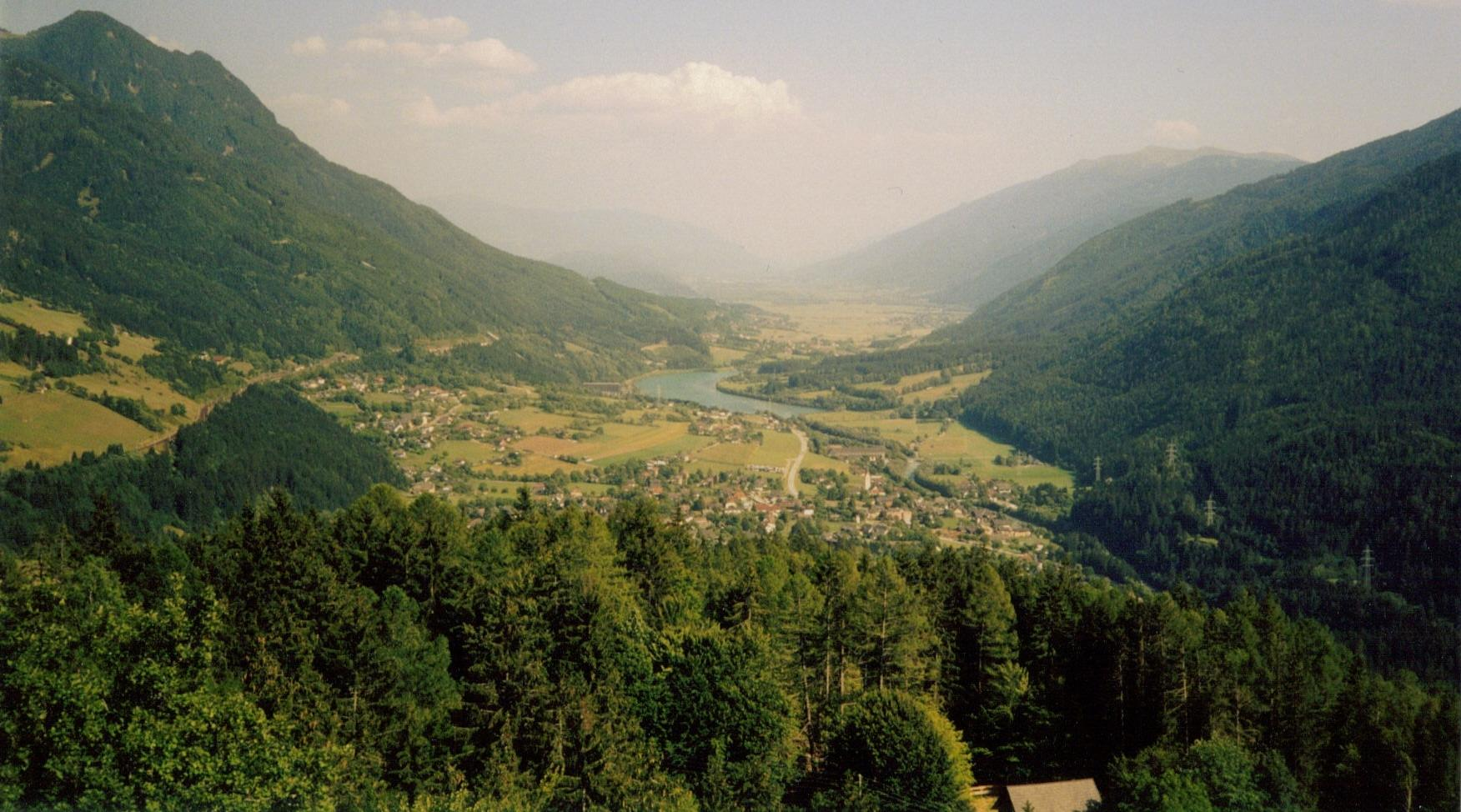
Oberkolbnitz, Unterkolbnitz und Zandlach vom Danielsberg
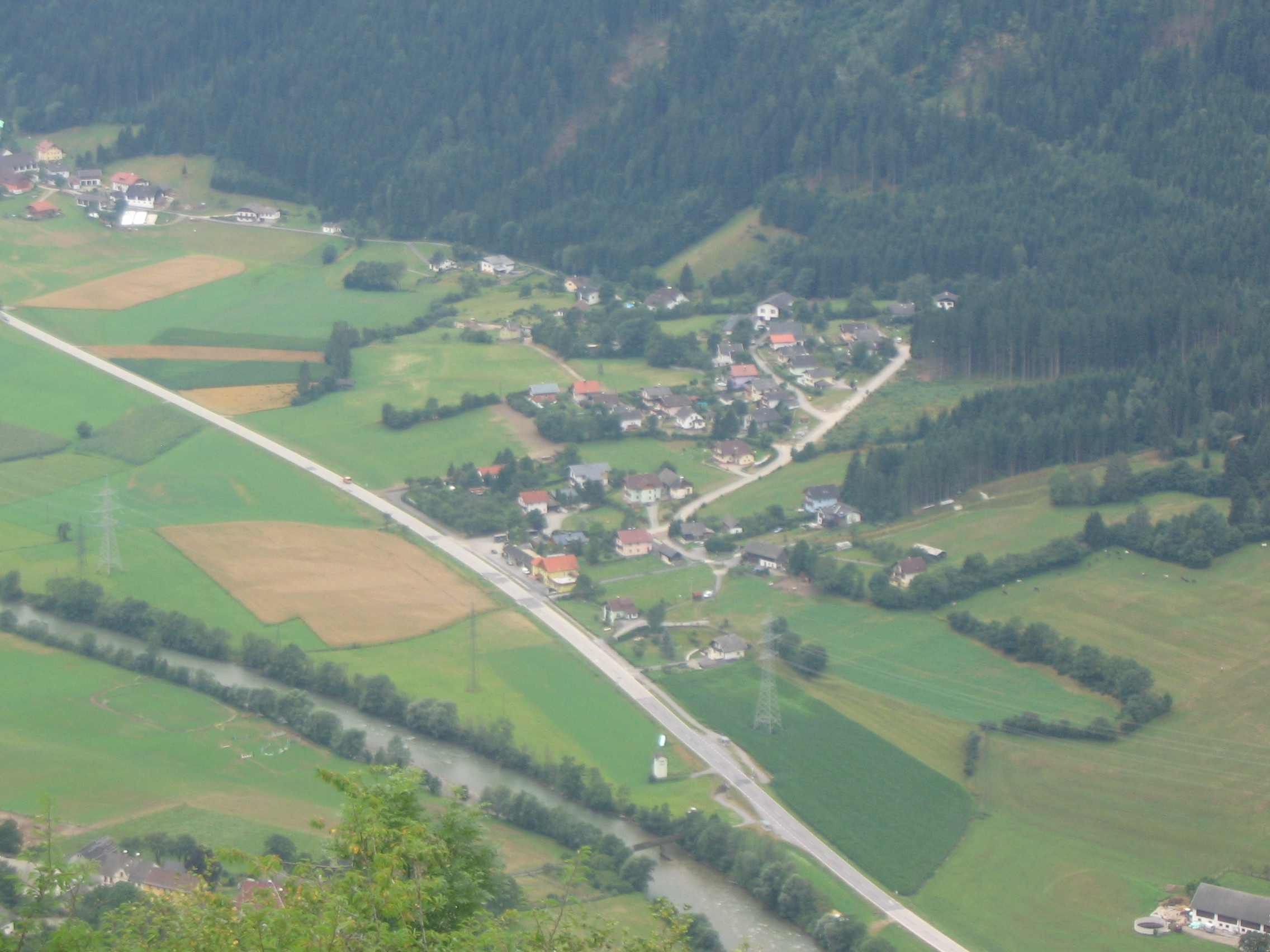
Kohlstatt vom Zwenberg
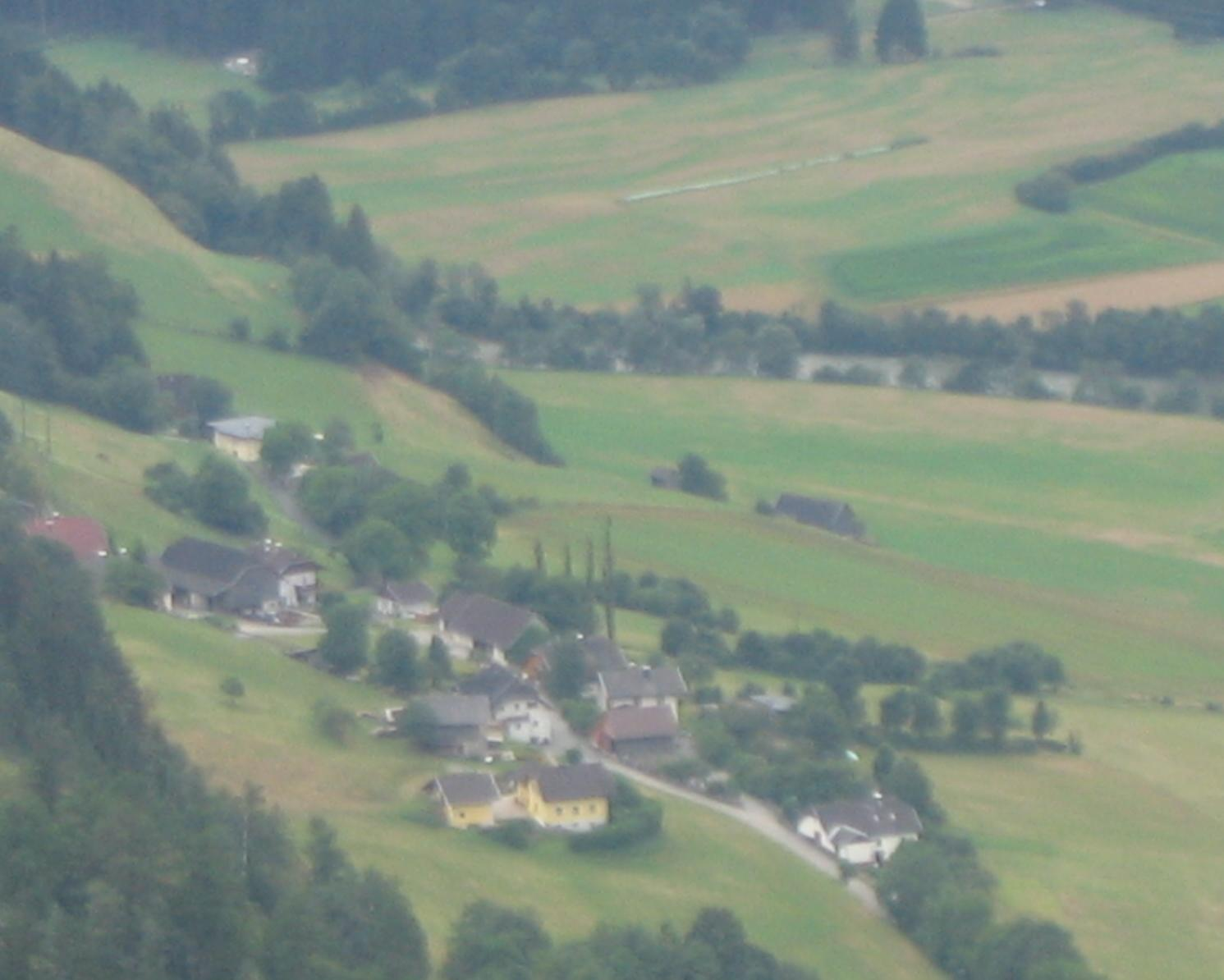
Litzldorf vom Zwenberg
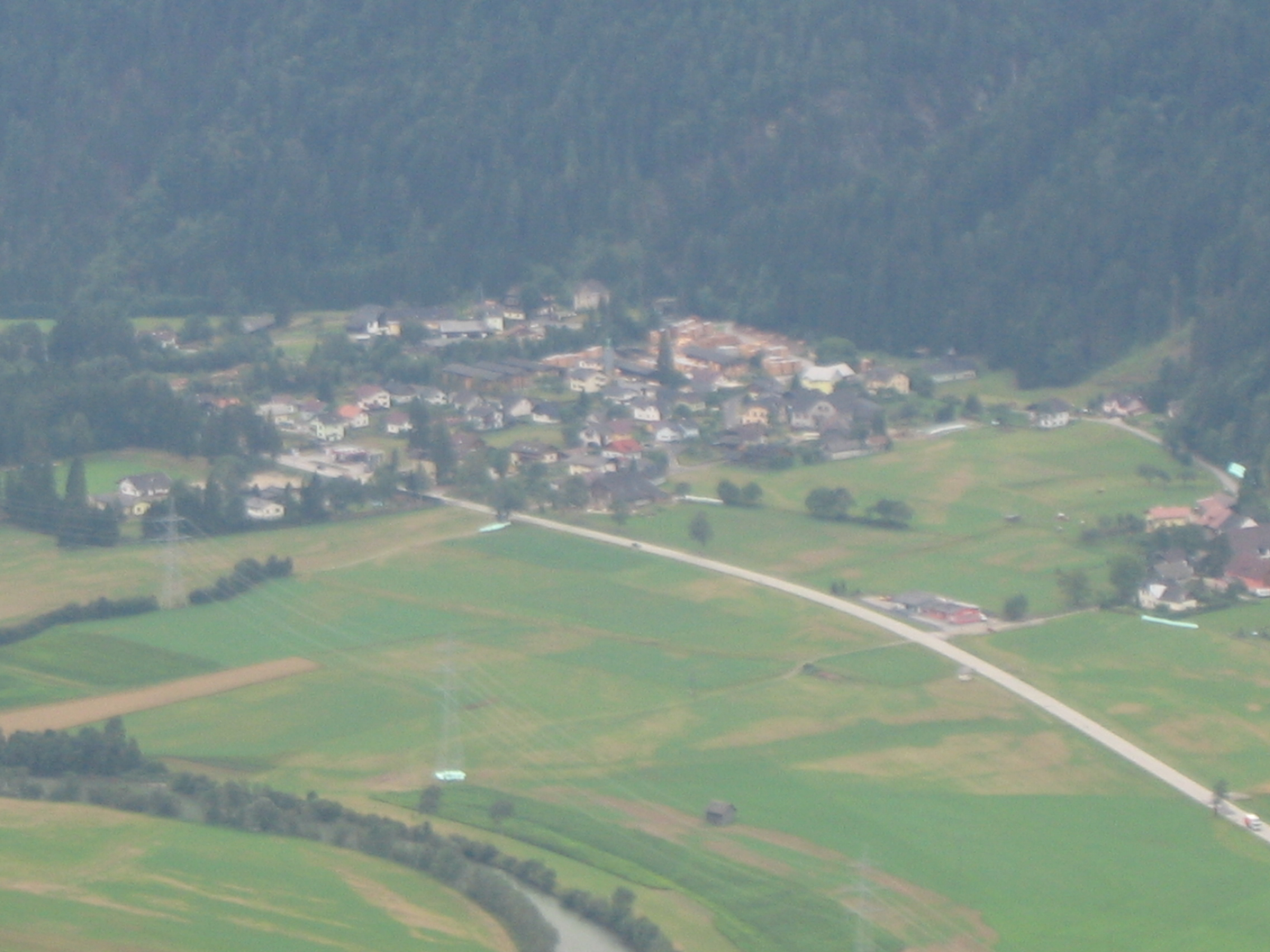
Napplach vom Zwenberg
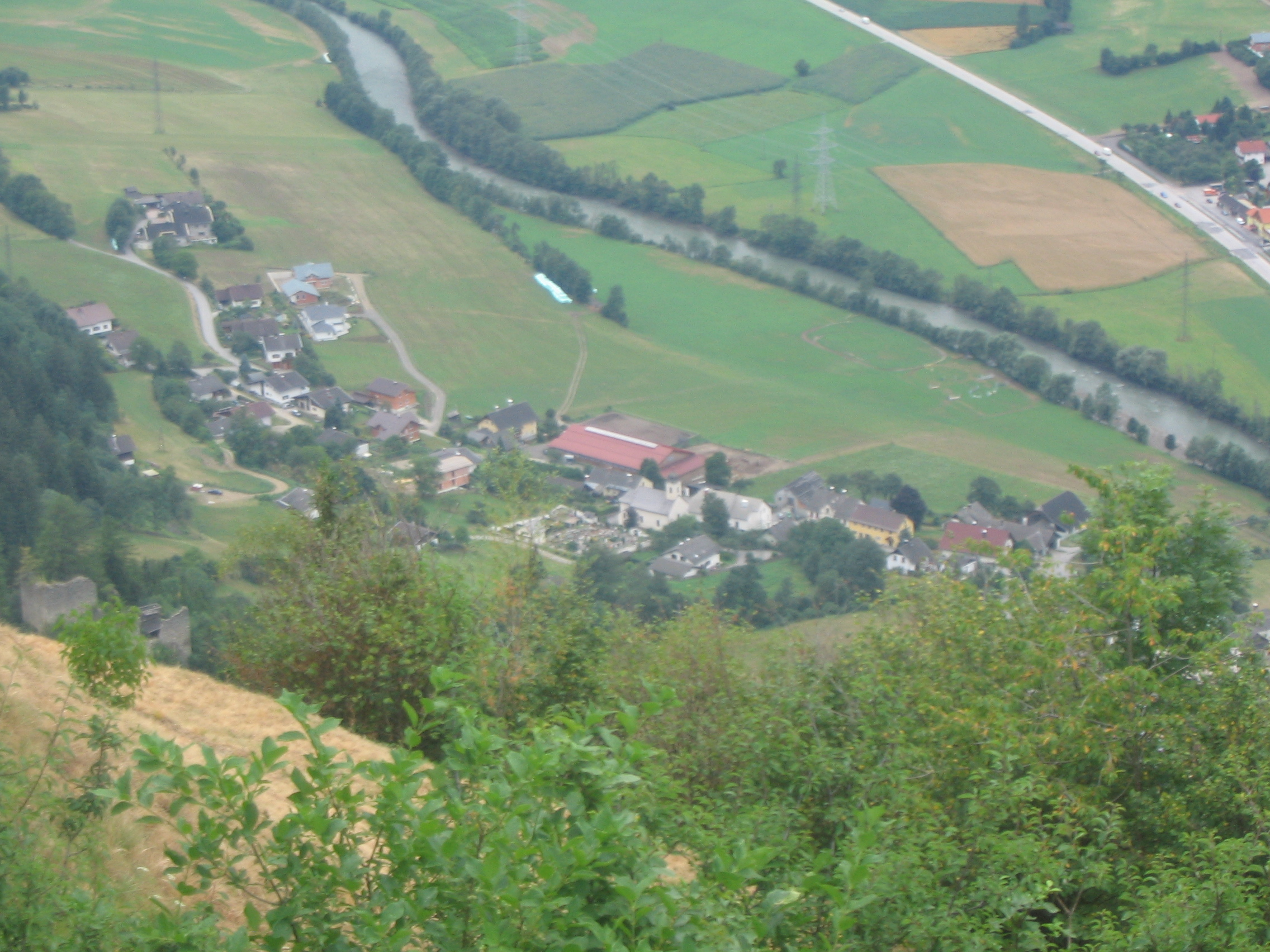
Penk  vom Zwenberg

### Nachbargemeinden
| Obervellach | Malta                                       | Trebesing |
| Stall       | Kompassrose, die auf Nachbargemeinden zeigt |           |
|             | Sachsenburg / Steinfeld / Greifenburg       | Mühldorf  |

Direkt erreichbare angrenzende Gemeinden im Mölltal sind Obervellach und Mühldorf. Die weiteren Gemeinden grenzen nur im Gebirge an die Gemeinde Reißeck.

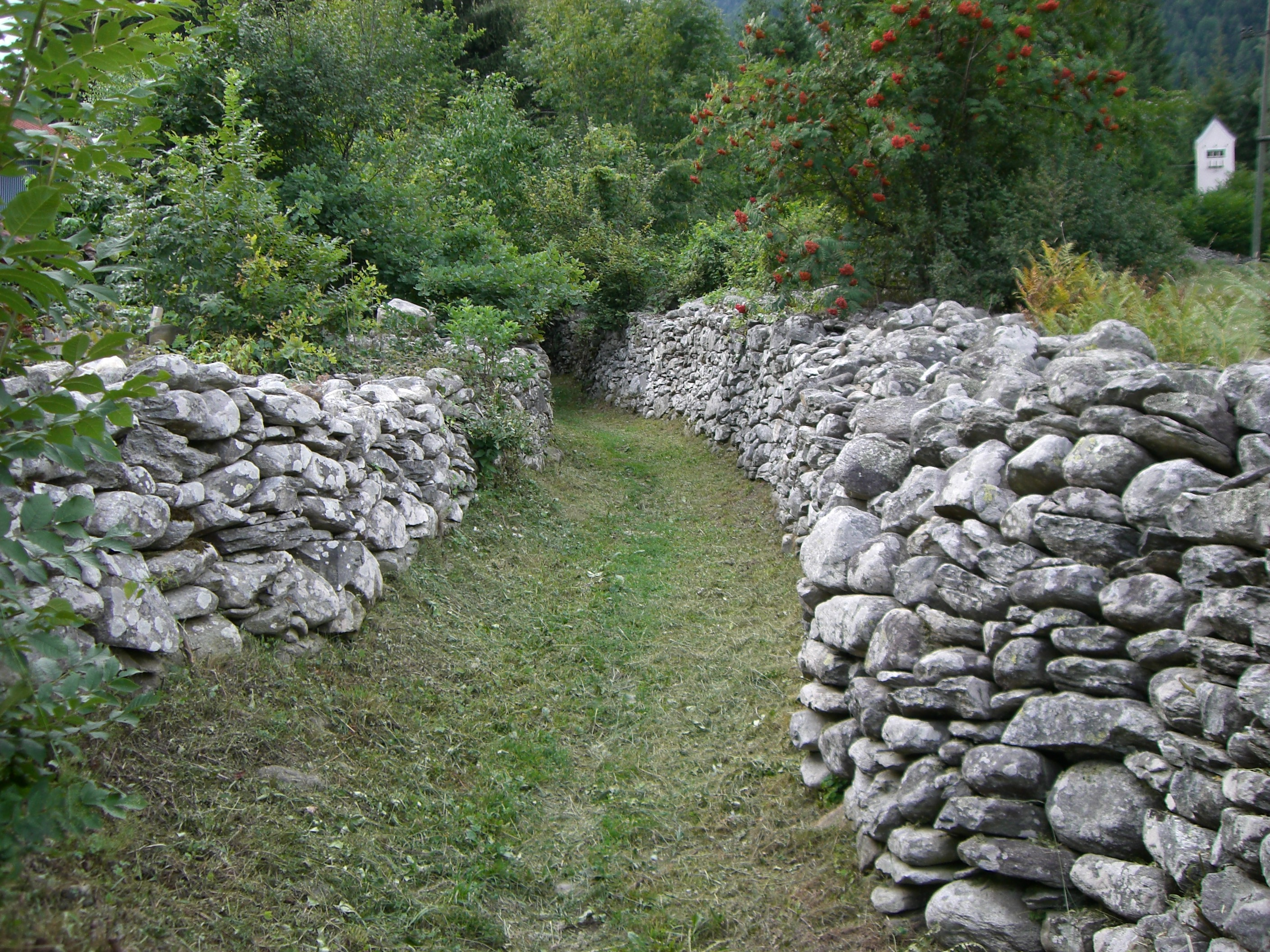
Trockenmauer mit altem Römerweg.

## Geschichte
Auf dem Danielsberg befand sich eine Römersiedlung mit dem Namen „Colomunitio“, bestehend aus „Colo“ (Hügel) und „munitio“ (abgesichert, verstärkt, befestigt).
Im Jahr 1850 hatte sich erstmals die Ortsgemeinde Kolbnitz konstituiert, die schon 15 Jahre später an Obervellach angeschlossen wurde, sich aber nach weiteren elf Jahren 1876 wieder verselbständigte. Vom ursprünglichen Gemeindegebiet hat sich im Jahr 1913 die Katastralgemeinde Mühldorf zu einer eigenen Ortsgemeinde abgespalten.
Im Zuge der Gemeindereform 1973 in Kärnten wurde die Gemeinde Reißeck aus den drei Gemeinden Kolbnitz, Mühldorf und Penk gegründet. 1992 hat die Gemeinde Mühldorf nach einer Volksabstimmung wieder ihre Eigenständigkeit erlangt. Seither besteht die mit 139,83 km² flächenmäßig zehntgrößte Gemeinde Kärntens in ihrem heutigen Umfang.

### Bevölkerungsentwicklung

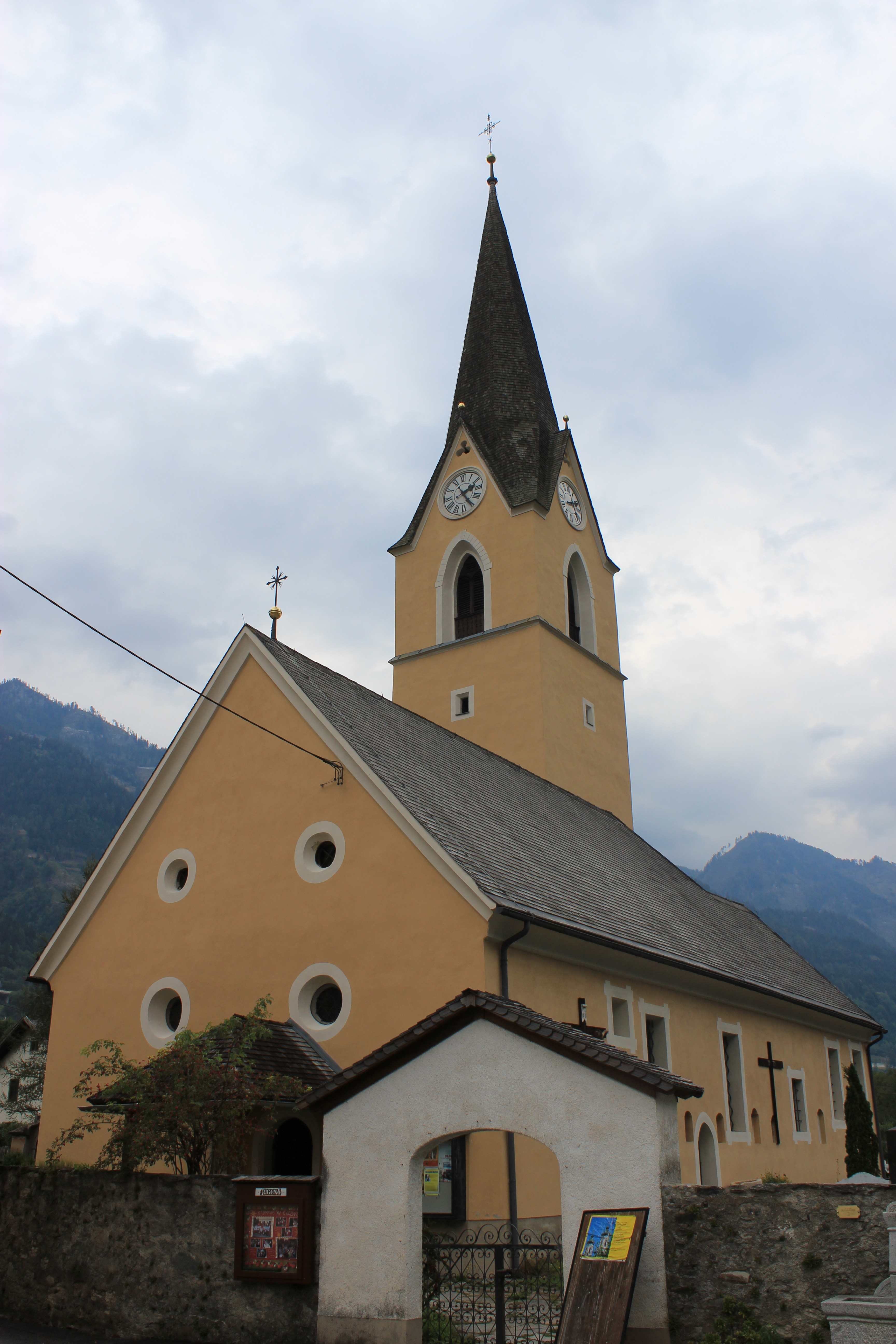
Pfarrkirche Kolbnitz

| Reißeck: Einwohnerzahlen von 1869 bis 2024          | Reißeck: Einwohnerzahlen von 1869 bis 2024 | Reißeck: Einwohnerzahlen von 1869 bis 2024 | Reißeck: Einwohnerzahlen von 1869 bis 2024 | Reißeck: Einwohnerzahlen von 1869 bis 2024 |
| --------------------------------------------------- | ------------------------------------------ | ------------------------------------------ | ------------------------------------------ | ------------------------------------------ |
| Jahr                                                |                                            |                                            |                                            | Einwohner                                  |
| 1869                                                | 1869                                       |                                            | 1.773                                      | 1.773                                      |
| 1880                                                | 1880                                       |                                            | 1.832                                      | 1.832                                      |
| 1890                                                | 1890                                       |                                            | 1.819                                      | 1.819                                      |
| 1900                                                | 1900                                       |                                            | 1.650                                      | 1.650                                      |
| 1910                                                | 1910                                       |                                            | 1.829                                      | 1.829                                      |
| 1923                                                | 1923                                       |                                            | 1.814                                      | 1.814                                      |
| 1934                                                | 1934                                       |                                            | 1.871                                      | 1.871                                      |
| 1939                                                | 1939                                       |                                            | 1.768                                      | 1.768                                      |
| 1951                                                | 1951                                       |                                            | 2.289                                      | 2.289                                      |
| 1961                                                | 1961                                       |                                            | 2.409                                      | 2.409                                      |
| 1971                                                | 1971                                       |                                            | 2.540                                      | 2.540                                      |
| 1981                                                | 1981                                       |                                            | 2.478                                      | 2.478                                      |
| 1991                                                | 1991                                       |                                            | 2.475                                      | 2.475                                      |
| 2001                                                | 2001                                       |                                            | 2.521                                      | 2.521                                      |
| 2011                                                | 2011                                       |                                            | 2.289                                      | 2.289                                      |
| 2021                                                | 2021                                       |                                            | 2.108                                      | 2.108                                      |
| 2024                                                | 2024                                       |                                            | 2.078                                      | 2.078                                      |
| Quelle(n): Statistik Austria, Gebietsstand 1.1.2021 |                                            |                                            |                                            |                                            |

## Kultur und Sehenswürdigkeiten
- Die Filialkirche heiliger Georg am Danielsberg auf dem Danielsberg
- Die Pfarrkirche Kolbnitz in Kolbnitz, urkundlich erstmals 1124 erwähnt, ist ein spätgotischer, später barock umgestalteter Kirchenbau mit zweischiffigem Langhaus und einem mächtigen  Nordturm mit Spitzgiebelhelm.
- Kapelle Maria am Sandbichl in Oberkolbnitz ist ein kleiner, einschiffiger Holzbau, der im Jahr 1716 errichtet wurde.
- Die Pfarrkirche Penk am südlichen Ortsende von Penk wurde im Jahr 1233 erstmals urkundlich erwähnt.
- Die Pfarrkirche Teuchl in Teuchl ist eine kleine, barocke Saalkirche. Sie wurde 1685 gebaut und 1758 geweiht.
- Die Marienkapelle Napplach ist eine kleine, im Jahr 1847 errichtete Marienkapelle in Napplach.
- Die Kraftwerksgruppe Reißeck-Kreuzeck und die Maltakraftwerke
- Burgruine Mölltheuer nördlich von Penk
- Mühlen am Rieggenbach
- Kreuzeckbahn
- Reißeckbahn; der Betrieb wurde 2014 (Höhenbahn) bzw. 2016 (Standseilbahn) eingestellt.

Naturdenkmäler
- Danielsberg, eine alte keltische Kultstätte
- Wasserfall Bernitzbach

## Wirtschaft und Infrastruktur

### Wirtschaftssektoren
Die folgende Tabelle zeigt die Entwicklung der Anzahl der Betriebe und der Beschäftigten in den Wirtschaftssektoren:
| Wirtschaftssektor            | Anzahl Betriebe | Anzahl Betriebe | Anzahl Betriebe | Erwerbstätige | Erwerbstätige | Erwerbstätige |
| Wirtschaftssektor            | 2021            | 2011            | 2001            | 2021          | 2011          | 2001          |
| ---------------------------- | --------------- | --------------- | --------------- | ------------- | ------------- | ------------- |
| Land- und Forstwirtschaft 1) | 40              | 133             | 157             | 44            | 62            | 50            |
| Produktion                   | 27              | 24              | 16              | 331           | 374           | 248           |
| Dienstleistung               | 80              | 96              | 63              | 256           | 276           | 217           |

1) Betriebe mit Fläche in den Jahren 2010 und 1999, Arbeitsstätten im Jahr 2021

### Verkehr
- Eisenbahn: Durch das Gemeindegebiet verläuft die Tauernbahn. Da diese bereits Richtung Tauerntunnel ansteigend rund 100 Höhenmeter über dem Tal verläuft sind Mallnitz und Spittal an der Drau die nächsten Bahnhöfe. Der Bahnhof Möllbrücke/Sachsenburg mit stündlicher Schnellbahnverbindung in die Bezirkshauptstadt ist rund 8 Kilometer entfernt.[8]
- Straße: Die wichtigste Straßenverbindung ist die Mölltal Straße B 106.
- Rad: Die Möll entlang führt der Glockner Radweg R8.

### Energie
Das Krafthaus der Kraftwerksgruppe Reißeck-Kreuzeck befindet sich im Ortsteil Kolbnitz.

## Politik

### Gemeinderat
Der Gemeinderat von Reißeck hat 19 Mitglieder.
- Mit der Gemeinderatswahl 2021 hat er folgende Zusammensetzung: 7 SPÖ, 6 FLR (Freie Liste Reißeck), 5 MIR (Miteinander in Reißeck), 1 FPÖ[9]

### Bürgermeister
Bürgermeister seit der Gemeindezusammenlegung 1973 waren:
- 1973 – 1976: Gottfried Berger
- 1976 – 1979: Willibald Rainer
- 1979 – 1983: Gottfried Berger
- 1983 – 1997: Gerfried Feistritzer
- 1997 – 2012: Gerd Pichler
- 2012 – 2023: Kurt Felicetti[11][12]
- seit 2023: Stefan Schupfer[13]

Direkt gewählter Bürgermeister ist seit der Stichwahl vom 16. Juli 2023 Stefan Schupfer (FLR). Zuvor war der seit 2012 amtierende Kurt Felicetti (SPÖ) im Amt verstorben.

### Wappen
Das Recht zur Führung eines Wappens wurde der ehemaligen Gemeinde Kolbnitz am 18. Jänner 1968 verliehen. Mit der Gründung der Gemeinde Reißeck im Jahre 1973 wurde das Wappen auf diese übertragen.
Das Wappen ist als gespaltener Schild ausgebildet und zeigt in der vorderen Hälfte auf grünem Grund einen goldenen Herkules mit Löwenhaut und Keule, der auf dem silbern stilisierten Danielsberg steht. Er symbolisiert eine vergangene glorreiche Epoche, in der ein Römertempel auf der Spitze des Danielsbergs gestanden haben soll. Am Spalt in der hinteren Schildhälfte des Wappens ist ein halbes Peltonrad zu sehen. Es wurde als Sinnbild für die heute vorherrschende Elektrizitätswirtschaft (Maltakraftwerke und Kraftwerksgruppe Reißeck-Kreuzeck) gewählt.
Die Fahne der Gemeinde ist Rot-Gelb-Grün mit eingearbeitetem Wappen.

### Städtepartnerschaften
- Königsbronn, Deutschland[17]
- Thalmässing, Deutschland[18]

## Persönlichkeiten

### Söhne und Töchter der Gemeinde
- Josef Walter (1842–1902), österreichischer Politiker, Kärntner Landtagsabgeordneter
- Hans Kerstnig (1914–1984), Politiker (SPÖ)